# Tour des 100 Communes
Le Tour des 100 Communes est une course cycliste d'un jour disputée autour de Béthune dans le Pas-de-Calais (Hauts-de-France) en France. Créé en 2023, il fait partie de l'UCI Europe Tour depuis 2023, en catégorie 1.2.
Le parcours vallonné traverse de nombreuses communes de la région autour de la ville de Béthune. Le nom de la course fait référence à la Communauté d'agglomération de Béthune-Bruay, Artois-Lys Romane, qui regroupe exactement 100 communes et sur le territoire de laquelle se déroule la course. Cependant, toutes ces communes ne sont pas traversées. 
La première édition a lieu le 4 mars 2023 sur 176 kilomètres autour de Béthune, ville de départ et d'arrivée. Vingt-deux équipes prennent le départ de cette première édition. 152 coureurs sont annoncés au départ et 140 terminent la course.

## Palmarès
| Année | Vainqueur         | Deuxième               | Troisième                 |
| ----- | ----------------- | ---------------------- | ------------------------- |
| 2023  | Jonathan Vervenne | Jérémy Lecroq          | Sebastian Kirkedam Larsen |
| 2024  | Halvor Dolven     | Steffen De Schuyteneer | Andrea Raccagni Noviero   |
| 2025  | Matthew Brennan   | Simone Gualdi          | Lucas Bénéteau            |